# آرنولد کلاسیک
آرنولد کلاسیک با نام جشنواره ورزشی آرنولد IFBB، که به عنوان جشنواره ورزشی آرنولد شوارتزنگر نیز شناخته می‌شود، یک رویداد سالانه چند ورزشی است که متشکل از بدنسازی حرفه‌ای (آرنولد کلاسیک)، قوی‌ترین مردان (آرنولد اِسترانگ‌من کلاسیک)، نمایشگاه تناسب اندام، فیگور و بیکینی است. این جشنواره برای اولین بار درسال ۱۹۸۹ برگزار و به نام آرنولد شوارتزنگر نامگذاری شد. رویداد اصلی هر ساله توسط فدراسیون جهانی بدنسازی و تناسب اندام(IFBB) در اواخر فوریه یا اوایل مارس در شهر کلمبوس ایالت اوهایو برگزار می شود. این جشنواره‌ی ورزشی دومین رویداد معتبر در بدنسازی، فیزیک، فیگور و بیکینی پس از المپیای جویدر محسوب می‌شود. قبلاً دومین رویداد معتبر در بدنسازی حرفه‌ای زنان هم بوده است.
فستیوال ورزشی آرنولد یک رقابت حرفه‌ای و پرسود برای ورزشکاران است، زیرا در این رقابت‌ها جوایز بزرگ و گران قیمتی توسط گروه برگزار کننده به ورزشکاران اهدا می‌شود. از همه قابل توجه‌تر، جایزه‌ی نفر اول پرورش اندام است که شامل چک ۱۳۰ هزار دلاری، خودرو هامر و ساعت Audemars Piguet می‌باشد. آرنولد کلاسیک هرساله قبل از رقابت‌های مستر المپیا برگزار می‌شود.
در تاریخ ۳ مارس سال ۲۰۲۰، فرماندار اوهایو، مایک دی واین، قبل از گزارش موارد ابتلا یا مرگ، بیشتر بخش‌های جشنواره‌ ورزشی آرنولد را به دلیل بروز همه گیری COVID-19 در اوهایو لغو کرد.
در سال ۲۰۲۴ هادی چوپان قهرمان آرنولد کلاسیک شد.